# Ацуши Учијама
Ацуши Учијама (јап. 内山 篤; 29. јун 1959) јапански је фудбалер.

## Каријера
Током каријере је играо за Јамаху.

## Репрезентација
За репрезентацију Јапана дебитовао је 1984. године. За тај тим је одиграо 2 утакмице.

## Статистика
| Јапан  | Јапан   | Јапан  |
| Година | Наступи | Голови |
| ------ | ------- | ------ |
| 1984.  | 1       | 0      |
| 1985.  | 1       | 0      |
| Укупно | 2       | 0      |